# Санкуру
Санкуру (Sankuru) — річка в Центральній Африці, в Демократичній Республіці Конго, права притока річки Касаї, що сама є притокою Конго. Довжина близько 1 200 км, площа басейну близько 156 тисяч км².
Витоки річки знаходяться у нагір'ях на заході провінції Катанга. У верхів'ях річка має назву Лубілаш, вона протікає на північ по глибокій долині, утворюючи пороги і водоспади; нижче за водоспад Вольф долина розширюється. Згодом річка повертає на захід і впадає в Касаї поблизу міста Бена-Бенді. Підйом води — в період літніх дощів, з вересня — жовтня по квітень; найнижчий рівень — в серпні. Витрати води в гирлі від 700 до 4300 м³/сек (середній річний — 2 500 м³/сек). Судноплавна на 580 км від гирла (до Паніа-Мутомбо).
Найбільшими містами на берегах річки є Мбужі-Маї і Лусамбо.